# Sollevamento pesi ai Giochi della XV Olimpiade - Pesi mediomassimi
La competizione della categoria pesi mediomassimi (fino a 90 kg) di sollevamento pesi ai Giochi della XV Olimpiade si è svolta il giorno 27 luglio 1952 al Messuhalli Hall di Helsinki.

## Regolamento
La classifica era ottenuta con la somma delle migliori alzate delle seguenti 3 prove:
- Distensione lenta
- Strappo
- Slancio

Su ogni prova ogni concorrente aveva diritto a tre alzate.

## Risultati
| Pos.    | Atleta                 | Nazione | Peso Atleta | Totale | Distensione lenta | Distensione lenta | Distensione lenta | Strappo | Strappo | Strappo | Slancio | Slancio | Slancio |
| Pos.    | Atleta                 | Nazione | Peso Atleta | Totale | 1                 | 2                 | 3                 | 1       | 2       | 3       | 1       | 2       | 3       |
| ------- | ---------------------- | --- | ----------- | ------ | ----------------- | ----------------- | ----------------- | ------- | ------- | ------- | ------- | ------- | ------- |
| Oro     | Norbert Schemansky     | Stati Uniti | 90,00       | 445,0  | 122,5             | 127,5             | 130,0             | 130,0   | 135,0   | 140,0   | 165,0   | 172,5   | 177,5   |
| Argento | Grigorij Novak         | [[File: Flag of the Soviet Union (1936 – 1955).svg\|class=noviewer\| Unione Sovietica (bandiera)\|border\|20x16px]] Unione Sovietica | 87,95       | 410,0  | 140,0             | 145,0             | 145,0             | 125,0   | 125,0   | 125,0   | 145,0   | 150,0   | -       |
| Bronzo  | Lennox Kilgour         | Trinidad e Tobago | 89,40       | 402,5  | 120,0             | 125,0             | 130,0             | 112,5   | 120,0   | 122,5   | 147,5   | 155,0   | 157,5   |
| 4       | Mohamed Ibrahim Saleh  | Egitto | 89,25       | 397,5  | 110,0             | 115,0             | 115,0             | 117,5   | 122,5   | 125,0   | 150,0   | 160,0   | 162,5   |
| 5       | Firouz Pojhan          | Iran | 87,95       | 387,5  | 112,5             | 117,5             | 117,5             | 120,0   | 120,0   | 125,0   | 150,0   | 155,0   | 160,0   |
| 6       | Ken McDonald           | Australia | 88,75       | 385,0  | 107,5             | 112,5             | 112,5             | 115,0   | 120,0   | 125,0   | 152,5   | 170,0   | 170,0   |
| 7       | Francisco Rensonnet    | Argentina | 87,35       | 370,0  | 102,5             | 107,5             | 107,5             | 112,5   | 117,5   | 117,5   | 145,0   | 150,0   | 152,5   |
| 8       | Theunis Jonck          | Sudafrica | 89,30       | 367,5  | 112,5             | 117,5             | 117,5             | 105,0   | 110,0   | 115,0   | 140,0   | 145,0   | 150,0   |
| 9       | Luciano Zardi          | Italia | 89,75       | 367,5  | 95,0              | 100,0             | 105,0             | 110,0   | 115,0   | 117,5   | 140,0   | 145,0   | 150,0   |
| 10      | Kai Outa               | Finlandia | 87,45       | 365,0  | 102,5             | 107,5             | 110,0             | 110,0   | 115,0   | 115,0   | 132,5   | 142,5   | 147,5   |
| 11      | Börje Jeppsson         | Svezia | 89,70       | 362,5  | 107,5             | 112,5             | 115,0             | 102,5   | 107,5   | 107,5   | 137,5   | 142,5   | 147,5   |
| 12      | Jorge Soto             | Porto Rico | 89,05       | 357,5  | 107,5             | 112,5             | 112,5             | 102,5   | 110,0   | 110,0   | 140,0   | 145,0   | 145,0   |
| 13      | Jørgen Barth-Jørgensen | Norvegia | 89,80       | 355,0  | 100,0             | 105,0             | 105,0             | 112,5   | 120,0   | 120,0   | 135,0   | 142,5   | 145,0   |
| 14      | Bruno Barabani         | Brasile | 89,95       | 355,0  | 92,5              | 97,5              | 102,5             | 107,5   | 112,5   | 112,5   | 140,0   | 145,0   | 150,0   |
| 15      | Jens Jørn Mortensen    | Danimarca | 89,55       | 345,0  | 95,0              | 100,0             | 102,5             | 100,0   | 107,5   | 107,5   | 135,0   | 142,5   | 147,5   |
| 16      | Gheorghe Piţicaru      | Romania | 89,95       | 330,0  | 90,0              | 95,0              | 97,5              | 97,5    | 102,5   | 102,5   | 127,5   | 132,5   | 135,0   |
| -       | László Buronyi         | Ungheria | 89,10       | -      | 105,0             | 105,0             | 110,0             | 110,0   | 115,0   | 115,0   | -       | -       | -       |
| -       | Robert Allart          | Belgio | 90,00       | -      | 110,0             | 115,0             | 115,0             | -       | -       | -       | -       | -       | -       |
| -       | Kamineni Eswara Rao    | India | 89,40       | -      | 107,5             | 112,5             | 112,5             | 97,5    | 97,5    | 105,0   | 130,0   | 130,0   | 130,0   |
| -       | Mel Barnett            | Gran Bretagna | 89,55       | -      | 117,5             | 117,5             | 117,5             | 110,0   | 115,0   | 115,0   | 142,5   | 142,5   | 142,5   |